# Waitakere United
El Waitakere United és un club de futbol neozelandès d'Auckland. L'equip participa en el Campionat de Futbol de Nova Zelanda o ASB Premiership i l'estadi local és el Fred Taylor Park.

## Estadi
L'estadi on juga el club actualment és el Fred Taylor Park d'Auckland. Des del 2004 al 2009 l'estadi on jugava el club era el Trusts Stadium. El Fred Taylor Park és un estadi on tan sols es juga el futbol i té capacitat per a 2.500 espectadors.

## Història
El Waitakere United va ser fundat el 2004 a partir d'equips semiprofessionals de la regió d'Auckland. Des d'aleshores, ha participat en múltiples ocasions en la Lliga de Campions de l'OFC, guanyant-la el 2007 i el 2007-08. Conseqüentment, ha participat dues ocasions en la Copa del Món de Clubs: el 2007 i el 2008.
En el Campionat de Futbol de Nova Zelanda, l'equip és històricament dels dos millors equips, juntament amb l'Auckland City. La següent llista mostra les posicions de l'equip en el campionat des del 2004-05 fins al 2010-11: 
- 2004-05: 2n.[5]
- 2005-06: 6è.[6]
- 2006-07: 1r.[7]
- 2007-08: 1r.[8]
- 2008-09: 1r.[9]
- 2009-10: 2n.[10]
- 2010-11: 1r.[11]

### Temporada 2011-12
La temporada 2011-12 el club va tenir resultats variats. En el Campionat de Futbol de Nova Zelanda en la temporada regular va quedar en tercer lloc, per darrere de l'Auckland City i el Canterbury United. En la fase eliminatòria contra el Canterbury United el club va començar amb una derrota local 0–1 el 15 d'abril. El 22 d'abril el Waitakere United jugà a l'English Park de Christchurch i al final de la primera part anava perdent 2–1. Remontaren, però, i passaren la ronda al deixar el marcador final en un 2–5. La final es jugà al Trusts Stadium d'Auckland el 28 d'abril i fou entre el Waitakere United i el Team Wellington; en aquest partit el Waitakere United dominà gràcies al joc de l'equip i gols de Roy Krishna, Allan Pearce i Jake Butler. El partit acabà en un 4–1 victoriós.
A nivell continental, en la Lliga de Campions de l'OFC 2011-12, el club va formar part del grup que contenia l'AS Tefana de la Polinèsia Francesa, el Ba FC de Fiji i l'AS Mont-Dore de Nova Caledònia. El primer partit de la fase de grups veuria el club enfrontat amb l'AS Tefana el 29 d'octubre; en aquest partit el club neozelandès golejà contundentment amb un marcador final reflectint un 10–0. El 20 de novembre, aquest cop contra el Ba FC, es veuria una altra victòria fàcil, un 4–0. El 3 de desembre el Waitakere United guanyà de nou, aquest cop contra l'AS Mont-Dore, en un resultat ajustat d'1–0. L'equip neozelandès acabava així 3 partits d'anada imbatut.
En els partits de tornada, però, el joc del Waitakere United es veuria capgirat, amb dues derrotes i una victòria. La primera derrota pel club va ser el 17 de febrer contra l'AS Tefana en un partit que acabà en un 3–0. El 4 de març a Fiji el club seria derrotat de nou, aquest cop per un 3–2 contra el Ba FC. El 31 de març el Waitakere United jugà contra l'AS Mont-Dore i el resultat acabà afavorint-los (4–0). A l'acabar aquests tres partits, el Waitakere United es posicionava en primer lloc en el grup a falta d'un partit per jugar entre el Ba FC i l'AS Tefana. El club neozelandès tenia 12 punts, mentre que el club polinesi en tenia 10. L'AS Tefana derrotà a l'equip fijià i passava així la fase de grups.

## Entrenadors
- Chris Milicich (2004-2005)
- Steve Cain (2006-2007)[22]
- Chris Milicich (2007-2009)
- Neil Emblen (2009-2012)
- Paul Marshall (2012-2013)[23][24]
- Paul Temple i  Brian Shelley (2013-2015)[25]
- Chris Milicich (2015-2019)[26]
- Paul Hobson (2019-present)

## Palmarès
- Campionat de Futbol de Nova Zelanda (5): 2007-08, 2009-10, 2010-11, 2011-12, 2012-123.
- Lliga de Campions de l'OFC (2): 2007, 2007-08.
- Copa Caritat ASB (1): 2012.